# انتل 80486SX

إن معالج إنتل i486SX يعتبر نسخة معدلة من معالج إنتل الدقيق 486DX ذو وحدة النقطة العائمة غير متصلة. جميع رقاقات 486SX المبكرة كانت في الواقع رقاقات i486DX بوحدات نقطة عائمة معطوبة. إن أظهر الاختبار أن وحدة المعالجة المركزية كانت تعمل لكن وحدة النقطة العائمة كانت معطوبة، يتم تدمير اتصالات الطاقة والنقل بواسطة ليزر ويتم بيع الوحدة بسعر أرخص بوصفها SX؛ إن عملت وحدة النقطة العائمة يباع كـ DX. صانعوا الحاسوب الذين استخدموا هذه المعالجات شملوا باكرد بل، كومباك واي بي ام.
سابقا وفي بدايات التسعينات، كان هناك حكمة متعارف عليها أنه من غير المفيد لأغلب المستخدمين امتلاك وحدة نقطة عائمة. لذا، كثير من التطبيقات المنزلية الموجودة بالفعل مثل معالجة الكلمات والبريد الإلكتروني كانت قد صممت خصيصا لتجنب استخدام عمليات النقطة العائمة. عند الحاجة إلى عمليات النقطة العائمة كانت لا تزال تنفذ، لكن ليس في عتاد الحاسوب؛ بدلا من ذلك كانت العمليات تنفذ عادة بمحاكاة برمجية شفافة.
بعض الأنظمة سمحت للمستخدمين بترقية i486SX إلى وحدة معالجة مركزية مع وحدة نقطة عائمة. إن جهاز ترقية وحدة النقطة العائمة كان يُشحَن كما i487، والذي كان رقاقة إنتل 80486 منتفخة بسن إضافي. تم تثبيت i487 في مقبس مرقّى والسن الإضافي كان إما للطاقة أو للأرض مشيرا لأن i487 كان مثبتا. تلك الإشارة كانت تستخدم لتعطيل i487SX عندما يكون i487 مثبت. رغم أن أجهزة i487SX لم تكن تستخدم أبدا عندما يكون i487 مثبتا، كانت صعبة الإزالة لأن i487SX كان مثبتا في مقابس بلا قوة إدخال معدومة أو في حزمة بلاستيكية مثبتة سطحيا على اللوحة الأم.

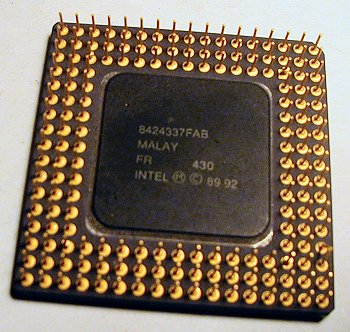
Pin side of an Intel i486 SX
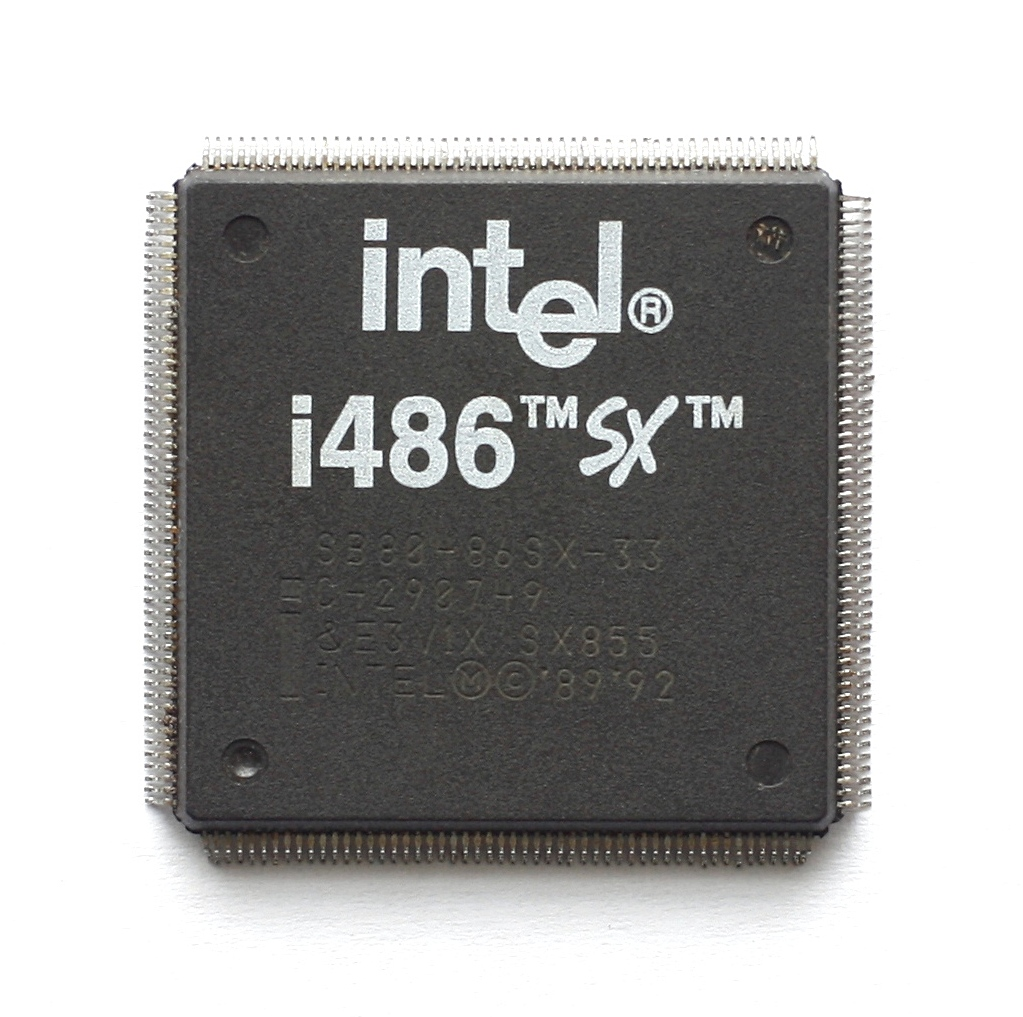
Embedded i486SX (SQFP version).
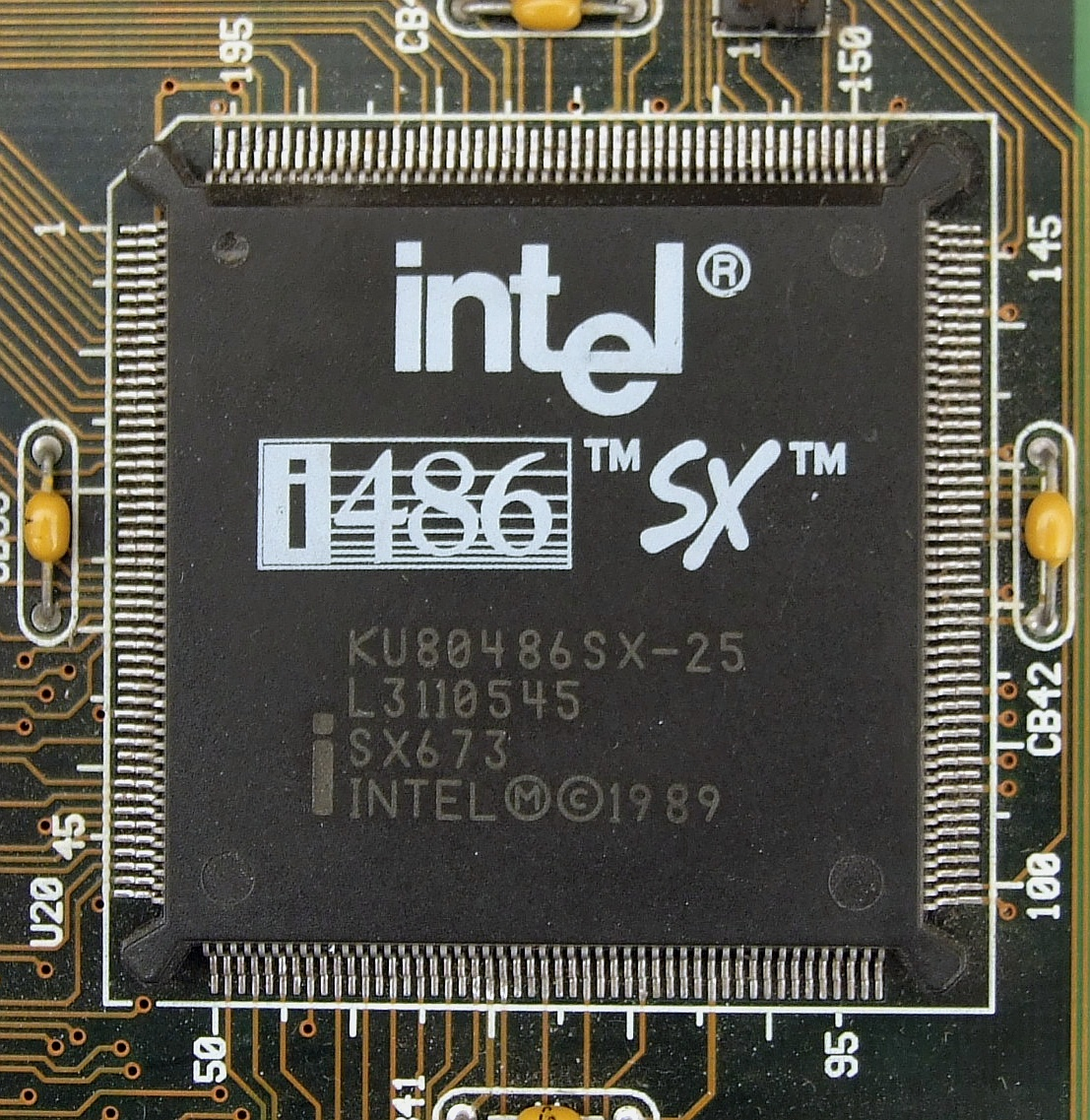
BQFP version.

1. ↑  وصلة مرجع: https://www.intel.com/pressroom/kits/quickreffam.htm#i486.

تستند هذة المقالة على مواد من قاموس الحوسبة المجاني على الانترنت، وهو ترخيص تحت رخصة جنو للوثائق الحرة.

## الوصلات الخارجية
- Intel 80486SX images and descriptions at cpu-collection.de

أوراق بيانات إنتل
- Embedded i486SX
- Embedded Ultra-Low Power i486SX